# Ускопље (жупа)
Ускопље је била жупа у средњовековној Босни. Налазила се у саставу земље Доњи Краји. 

## Историја
Жупа Ускопље обухватала је горњи ток реке Врбас у дужини од 6 сати јахања. Ускопље је била важна раскрсница путева још у периоду Римског царства, а о путевима у средњем веку сведоче неколико путописаца. Први помен жупе Ускопље налазимо у Барском родослову (Летопис попа Дукљанина). Ускопље се наводи уз жупе Пливу и Луку као језгро земље Доњи Краји. Назив жупе Ускопље још увек није објашњен. Карл Пач је сматрао да је назив "Ускопља" илирског порекла, као и Скопље, док је Ђоко Мазовић сматрао да назив потиче од географске особине овог простора - уско поље. Жупа Ускопље се даље, са црквом светог Јована, помиње у повељи угарског краља Беле из 1244. године, а затим у дубровачким изворима из 1283. и 1300. године. Тада су забележена три случаја трговине робљем у овим крајевима. У повељи из 1366. године помиње се жупа Плива и Ускопље које се налазило источно од Пливе. Граница између две жупе била је планинска коса Крива Јела. Крива Јела раздваја горњи ток Врбаса од долине реке Пливе. Жупа Ускопље помиње се у провалама Турака 1414. и 1456. године. У домаћим изворима, једини податак о Ускопљу је у повељи краља Стефана Томаша из 1446. године. Војвода Владислав Херцеговић добио је од угарског краља Матије Корвина жупу Ускопље са градом Веселом Стражом (1463). Турци две године касније освајају већи део територија Владислава Херцеговића. Највероватније тада освајају и Ускопље. Као нахија, Ускопље се помиње 1468/9. године. У мировном споразуму са Угарском, помињу се градови Београд (Прусац), Сусед и Фенарлик. 
Није познат центар жупе Ускопље, мада се зна да је он увек био у једном утврђеном месту. Узима се да је жупа Ускопље заузимала Скопљанско поље (између Горњег и Доњег Вакуфа). На западу се граничила са жупом Пливом, на југозападу се додиривала са жупом Купрес. Даље је јужну границу чинило било Радуше, Диван, Зец-планина. У путопису из 1547. године, путници који су обилазили Раму отишли су у Ускопље, у село Привор. Петар Марковић, један од путника, забележио је да се град налази на обали реке Врбас. На истоку, граница жупе Ускопље према Лепеници била је планина Враница преко које се, кроз Сарајевска врата, долазило до села Цесте (Горњи Вакуф). Граница са жупом Лашвом била је планина Штит. На северу се Ускопље граничило са жупом Луком. 
Област Ускопље била је релативно добро насељена, са три утврђења и дванаест градова. На обронцима планина са обе стране Врбаса уочљиви су трагови рударских активности. Од градова у Ускопљу забележена су три: Весела Стража, Београд-Прусац и Сусед. Не зна се где су се налазиле две тврђаве: Горњи и Доњи Нови, поред којих је прошао Курипечић 1530. године. Сва градска утврђења налазила су се на истакнутим узвишењима да би их било лако бранити. Подграђе Суседа забележено је у турским изворима као село Грачаница. Град је између 1444. и 1454. године био у саставу државе Стефана Вукчића Косаче. О густини насељености појединих насеља у Ускопљу сазнајемо из турских извора. Према попису (почетак 16. века) Ускопље је имало 48 села са 477 кућа. Једно село је у просеку имало око 9 кућа. 